# Самі Сало
Самі Сало (фін. Sami Salo; народився 2 вересня 1974 у м. Турку, Фінляндія) — фінський хокеїст, захисник. 
Вихованець хокейної школи ТуТо (Турку). Виступав за ТПС (Турку), «Йокеріт» (Гельсінкі), «Оттава Сенаторс», «Детройт Вайперс» (ІХЛ), ХК «Фрелунда», «Ванкувер Канакс», «Тампа-Бей Лайтнінг‎».
У складі національної збірної Фінляндії учасник зимових Олімпійських ігор 2002, 2006 і 2010, учасник чемпіонатів світу 2001 і 2004, учасник Кубка світу (2004).
Срібний призер зимових Олімпійських ігор 2006, бронзовий призер (2010, 2014). Срібний призер чемпіонату світу (2001). Фіналіст Кубка світу (2004). Чемпіон Фінляндії (1995), срібний призер (1997), бронзовий призер (1998). Чемпіон Швеції (2005). Чемпіон Євроліги (1997).